# ولو ورنس
ولو ورنس (به ایتالیایی: Velo Veronese) یک کومونه در ایتالیا است که در استان ورونا واقع شده‌است.

## خصوصیات
ولو ورنس ۱۹٫۱ کیلومترمربع مساحت و ۷۹۲ نفر جمعیت دارد و ۱٬۰۸۷ متر بالاتر از سطح دریا واقع شده‌است.